# Барзанов, Сергей Васильевич
Сергей Васильевич Барзанов (род. 25 июня 1960, Воскресенск, Московская область) — советский хоккеист, вратарь. Мастер спорта СССР. Тренер.

## Биография
Воспитанник воскресенского «Химика». В сезоне 1978/79 играл за команду в Кубке СССР. Провёл два сезона в командах второй лиги «Динамо» Харьков (1979/80) и «Торпедо» Тольятти (1980/81). В сезоне 1981/82 сыграл 9 матчей в высшей лиге в составе «Химика». Играл в первой лиге за «Торпедо» Тольятти (1982/83 — 1984/85) и «Кристалл» Саратов (1985/86).
Серебряный призёр юниорского чемпионата Европы 1978 года. Второй призёр хоккейного турнира зимней Универсиады 1983 года.
Детский тренер в Коломне, директор коломенской спортивной школы по хоккею, директор Ледового дворца «Арена легенд».